# Споменик у Винарцу
Споменик у селу Винарце, код Лесковца подигнут је у знак сећања јунацима палим за слободу за време Првог светског рата. Обелиск споменика је висок 11 метара. Аутор споменика је вајар Ћорђе Васић. Споменик је откривен 11. октобра 1976. године. На церемонији откривања споменика говорио је Милорад Вељковић, председник Скупштине општине Лесковац.
На спомен плочи стоји следећи натпис: 
Човече једино смо сада домовина и будућност, љубав и пркос, мир и будућност.
Палим за слободу грађани Винарца